# هارفي كون
هارفي كون (بالإنجليزية: Harvey Cohn)‏ هو منافس ألعاب قوى أمريكي، ولد في 4 ديسمبر 1884 في نيويورك في الولايات المتحدة، وتوفي في 29 يوليو 1965 في ماساتشوستس في الولايات المتحدة.

## وصلات خارجية
- هارفي كون على موقع أوليمبيديا (الإنجليزية)